# 金昭惠
金昭惠（韓語：김소혜，1992年3月1日)，韓國女演員。

## 演出作品

### 電視劇
- 2005年：MBC 《姐妹海》
- 2005年：MBC《男生女生向前走 第五部》
- 2009年：tvN《三个男人》
- 2011年：SBS《伟大的礼物》
- 2012年：SBS《我記得你》
- 2012年：KBS《Dream High 2》
- 2015年：SBS《我的心一閃一閃》
- 2015年：JTBC《善巖女高偵探團》
- 2015年：MBC《华政》
- 2015年：MBC《夜行书生》
- 2016年：SBS《戏子》
- 2016年：JTBC《魔女寶鑑》
- 2016年：MBC《春日常在》

### 電影
- 2018年：《正在相愛嗎？（朝鲜语：사랑하고 있습니까?）》飾演 安娜

### 综艺
- 2016年：tvN 《韩国SNL 第8季》

## 外部連結
- 金昭惠 Instagram （页面存档备份，存于）
- 金昭惠 Facebook